# Вила Сан Лоренцо е Флавијано
Вила Сан Лоренцо е Флавијано је насеље у Италији у округу Ријети, региону Лацио.
Према процени из 2011. у насељу је живело 48 становника. Насеље се налази на надморској висини од 926 м.